# Yaya Touré
Pour les articles homonymes, voir Touré.
Yaya Touré, né le 13 mai 1983 à Bouaké en Côte d'Ivoire, est un footballeur international ivoirien qui évolue au poste de milieu défensif. Il possède également la nationalité britannique depuis 2018.
Touré voulait être un attaquant durant sa jeunesse, et a évolué en tant que défenseur central à quelques occasions dans sa carrière, notamment lors de la finale de la Ligue des champions 2009, avec Barcelone. Il évoluait en tant que milieu dit « box to box » (milieu relayeur) en club ainsi qu'en sélection, commutant entre une position offensive et une position défensive durant les matchs. Touré commence sa carrière à l'ASEC Mimosas, à 18 ans. Il a été nommé joueur africain de l'année quatre années consécutives, de 2011 à 2014.
Ses performances ont attiré l'attention de l'Europe, et il a évolué pour plusieurs clubs dans six pays différents. Touré a joué à Beveren en Belgique, au Metalurg Donetsk en Ukraine, à l'Olympiakos en Grèce et à l'AS Monaco, en France. En 2007, Touré signe à Barcelone, en Espagne. Il y joue plus de 100 matchs et fait partie de l'équipe historique qui a remporté six trophées en 2009.
Yaya Touré rejoint Manchester City, en Premier League, avec qui il a marqué un nombre important de buts décisifs, notamment le seul but de la finale de FA Cup 2011. Il remporte également trois championnats d'Angleterre en 2012, 2014 et 2018 et deux coupes de la Ligue en 2014 et 2016. Il quitte le club durant l'été 2018, en fin de contrat. Il effectue ensuite un bref retour à l'Olympiakos avant de signer pour le club chinois Qingdao Huanghai en 2019.
Touré est international ivoirien entre 2004 et 2016, et participe à la première Coupe du monde de son pays en 2006, ainsi qu'en 2010 et en 2014. En 2015, il remporte la première Coupe d'Afrique des nations de sa carrière après avoir perdu deux finales en 2006 et en 2012.
Yaya est le frère cadet de Kolo Touré, avec qui il a joué à Manchester City entre 2010 et 2013.

## Biographie

### Les débuts (1996-2005)
Touré rejoint l'académie de l'ASEC Mimosas en 1996 sur recommandation de son mentor Patrick van Reijendam. En 2001, Jean-Marc Guillou, le fondateur de l'académie de l'ASEC Mimosas, investit dans le club belge de Beveren avec l'intention d'utiliser l'équipe comme tremplin européen pour les jeunes joueurs ivoiriens. En 2001, Touré fait partie des nombreux joueurs de l'ASEC Mimosas à partir pour Beveren.
Durant l'été 2003, Yaya Touré effectue un essai à Arsenal. Il est titulaire lors d'un match amical face à Barnet le 19 juillet, et joue en tant qu'attaquant de soutien avant d'être replacé comme attaquant de pointe en deuxième période. L'entraîneur d'Arsenal Arsène Wenger reconnaît alors le potentiel de Touré, mais a trouvé que son match était moyen. Le match se finit sur le score de 0-0 et la BBC Sport a déclaré que Touré avait "gâché sa copie en manquant la meilleure occasion du match sur un centre de Quincy Owusu-Abeyie". Wenger souhaite le faire signer mais Touré éprouve des difficultés à obtenir un permis de travail. Impatient, Touré finit par signer pour le club ukrainien Metalurg Donetsk, où il reste un an et demi.

### Olympiakos (2005-2006)
Touré rejoint l'Olympiakos en 2005. Durant la saison 2005-2006, le club remporte le doublé alors que Touré participe à 26 des 30 matchs de championnat.
Avec le club grec, il participe pour la première fois à la Ligue des champions, jouant son premier match le 13 septembre 2005 contre le Rosenborg BK (défaite 1-3 de L'Olympiakos). Il inscrit son premier but pour l'Olympiakos le 16 octobre 2005 contre le PAOK Salonique sur coup franc, mais son équipe s'incline tout de même par deux buts à un. Touré se fait ainsi connaître en Europe. Après avoir représenté la Côte d'Ivoire pour la Coupe du monde 2006 en Allemagne, il signe à l'AS Monaco en août.

### AS Monaco (2006-2007)
Yaya Touré signe un contrat de trois ans en faveur de l'AS Monaco pour une somme avoisinant les 5,5 millions d'euros.
Il joue son premier match sous ses nouvelles couleurs le 27 août 2006, en entrant en jeu à la place de Serge Gakpé, lors de la victoire de Monaco face au CS Sedan (2-1). Touré marque son premier but pour Monaco le 30 septembre 2006, lors d'une rencontre de championnat contre Le Mans UC 72. Titulaire, il ouvre le score et son équipe s'impose par deux buts à un. Lors de ses débuts au club monégasque, Touré rencontre des difficultés relationnelles avec son entraîneur László Bölöni, et Yaya se plaint du fait que Bölöni refuse de le faire jouer à son poste de prédilection. Avant-dernier de Ligue 1 après 10 match, l'entraîneur roumain est finalement démis de ses fonctions en octobre. Laurent Banide est engagé comme remplaçant et fait de Touré un atout majeur de la remontée au classement effectuée par le club, malgré une confiance loin d'être totale. Touré termine la saison en ne ratant qu'un seul des matchs sous Banide, marquant 5 buts au total.

### FC Barcelone (2007-2010)

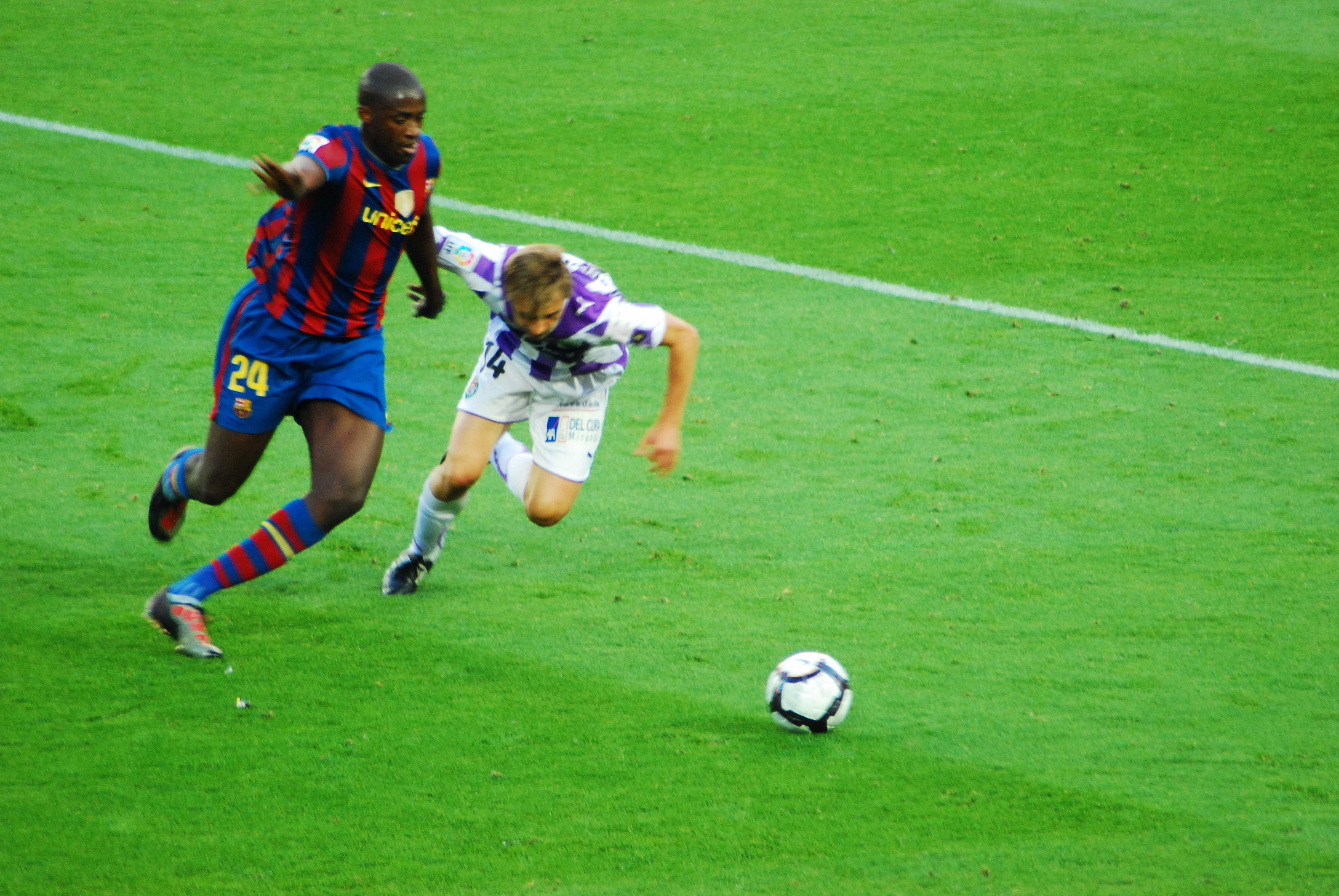
Yaya Touré (à gauche) avec le FC Barcelone.

Yaya Touré rejoint le FC Barcelone lors de l'été 2007 et le montant de son transfert chez les Blaugranas est de 10 millions d'euros.
L'international ivoirien joue son premier match officiel pour le club face au Racing de Santander, lors de la première journée de la saison 2007-2008 de Liga, le 26 août 2007. Il est titularisé au milieu de terrain et les deux équipes se neutralisent (0-0 score final). Il marque son premier but pour les "blaugrana" lors d'un match de Liga face à l'Athletic Bilbao le 2 septembre 2007. Touré termine sa première saison en Espagne en ayant joué 40 matchs et marqué 2 buts toutes compétitions confondues.
Durant la première partie de la saison 2008-2009, le nouvel entraîneur de Barcelone Pep Guardiola préfère Sergio Busquets à Touré dans le rôle de milieu défensif. Lors de la finale de la Ligue des champions 2009 face à Manchester United, il est aligné en défense centrale au côté de Gerard Piqué afin de pallier l'absence du titulaire habituel, et ce malgré le fait qu'il n'a joué qu'à deux occasions à ce poste pour Barcelone. En juin 2010, Barcelone confirme que Touré est libre de quitter le club durant l'été.

### Manchester City (2010-2018)

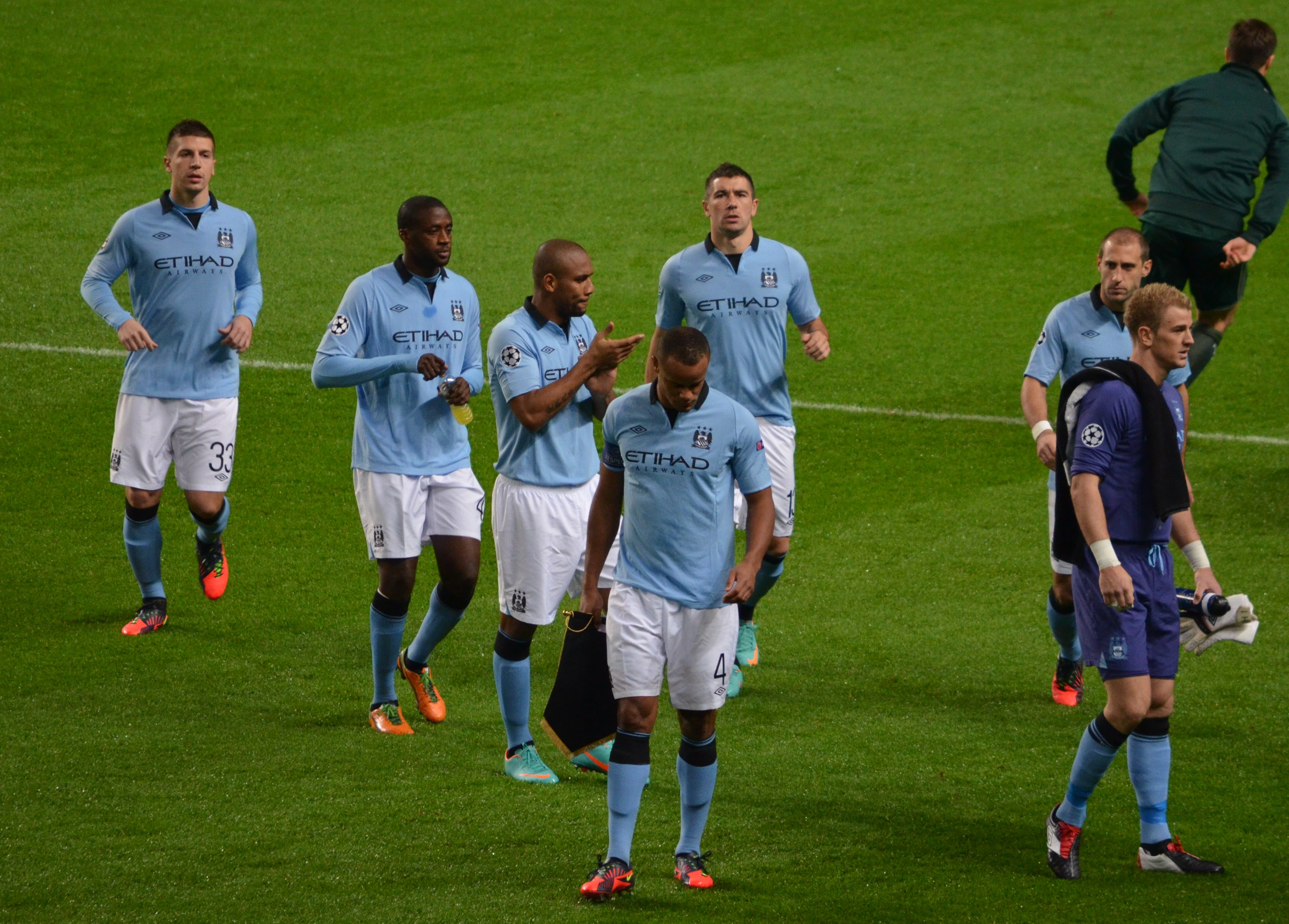
Yaya Touré (deuxième en partant de la gauche) jouant pour Manchester City en 2012.

Le 2 juin 2010, Touré signe un contrat de cinq ans pour Manchester City pour un transfert s'élevant à 32 millions d'euros, et reçoit le numéro 42, le numéro 24 étant déjà attribué à Patrick Vieira. Yaya rejoint ainsi son grand frère Kolo, qui a signé à Manchester City en 2009 en provenance d'Arsenal. Il fait ses débuts en Angleterre à White Hart Lane le 14 août, lors d'un match nul face à Tottenham Hotspur, et marque son premier but sous ses nouvelles couleurs le 19 septembre face à Wigan Athletic.
Sous Roberto Mancini, Touré est placé plus offensivement qu'avec ses clubs précédents, dans un milieu à trois aux côtés de Gareth Barry et Nigel de Jong, marquant ainsi bien plus qu'à l'accoutumée. Le 16 avril 2011, lors des demi-finales de la FA Cup face au rival Manchester United, il marque le seul but du match, qualifiant ainsi son équipe en finale de la compétition. Il réédite sa prestation face à Sunderland en marquant le seul but de la finale, offrant ainsi au club son premier titre en 35 ans. Grâce à ce but, il parvient à se faire une place dans le folklore du club. Il termine sa première saison en Angleterre avec un record personnel de 10 buts toutes compétitions confondues en 51 matchs.
La saison 2011-2012 débute bien pour Touré. Il joue un rôle important pour Manchester City et l'équipe passe la plus grande partie du championnat en première position. Ses efforts sont récompensés alors qu'il remporte le titre de Joueur africain de l'année 2011, une première pour un milieu de terrain. En janvier, Touré doit manquer le mois entier pour participer à la Coupe d'Afrique des nations 2012 avec la Côte d'Ivoire, manquant notamment un derby face à Manchester United en FA Cup.
Le 17 février 2012, après un match de Ligue Europa contre le FC Porto durant lequel les supporters adverses auraient proféré des chants racistes, Touré a avoué son amour pour le football anglais au micro de Sky Sports News en déclarant "C'est pour ça qu'on aime la Premier League, ce genre de choses n'arrive jamais là-bas."
À trois points de Manchester United à trois journées de la fin, City se retrouve obligé de battre les Red Devils afin de prendre la tête du championnat pour un match considéré comme l'un des plus gros chocs de l'histoire de la Premier League,. Alors que les Skyblues l'emporte grâce à un but de Vincent Kompany, la prestation de Yaya Touré est décrite comme "dominante" et "magnifique". Le 6 mai, Touré marque les deux buts d'une victoire 2 à 0 contre Newcastle United, permettant à City de garder la tête du classement à une journée du classement. Lors du dernier match de la saison face à Queens Park Rangers, Touré offre une passe décisive à Pablo Zabaleta pour le but du 1-0 avant de sortir sur blessure à la mi-temps. Son équipe finit par gagner le match 3 à 2 avec un but de Sergio Agüero à la 95e minute et Touré devient ainsi champion d'Angleterre pour la première fois de sa carrière, alors que Manchester City remporte son premier titre de champion en 44 ans.
Touré entame la saison 2012-2013 avec un troisième trophée en deux ans avec une victoire lors du Community Shield face à Chelsea. Lors du premier match de Ligue des champions de la saison, face au Real Madrid, il offre une bonne prestation en se montrant dangereux face au but et en donnant une passe décisive à Edin Džeko. Malgré cela, City perd le match 3 à 2 sur un but tardif de Cristiano Ronaldo. Le 20 décembre 2012, il est nommé Joueur africain de l'année pour une deuxième fois consécutive. Lors du mois de janvier 2013, il participe encore une fois à la Coupe d'Afrique des nations, et il marque dès son retour avec Manchester City lors d'une victoire 2-0 face à Chelsea.
Le 4 avril 2013, il signe une prolongation de contrat avec City le liant au club jusqu'en 2017,. Le 14 avril, Touré est nommé homme du match après une victoire face à Chelsea en demi-finale de FA Cup.
Lors de la saison 2013-2014, Yaya Touré marque un total de 24 buts toutes compétitions confondues. Il marque notamment lors du derby gagné 4 à 1 face à Manchester United et est nommé homme du match à l'issue de la rencontre. Il parvient à convertir des coups francs directes lors de plusieurs rencontres, comme lors de la victoire de Manchester City 7 à 0 contre Norwich City. Avec l'entraîneur Manuel Pellegrini, Touré est promu comme vice-capitaine au club. Il est ainsi régulièrement capitaine durant la saison 2013-2014 en l'absence de Vincent Kompany, qui subit plusieurs blessures au cours de la saison,.
Le 23 octobre 2013, Touré déclare avoir subi des chants racistes de la part des supporters du CSKA Moscou lors du match de Ligue des champions à l'Arena Khimki,,. Le 2 décembre, Touré est nommé Joueur africain de l'année pour une troisième fois consécutive. Deux jours plus tard, il marque un doublé lors d'une victoire 3 à 2 face à West Bromwich Albion et monte ainsi son total de buts en championnat à 7, battant ainsi son précédent record. Le 2 mars 2014, Touré marque le but égalisateur lors de la finale de la Capital One Cup face à Sunderland. Le match s'est terminé sur le score de 3 buts à 1 pour Manchester City, Touré obtenant ainsi son quatrième trophée avec le club mancunien. Le 22 mars 2014, Touré signe le premier triplé de sa carrière dans une victoire 5 à 0 face à Fulham à l'Etihad Stadium.
Le 7 mai, il devient le second milieu de terrain à atteindre les 20 buts en Premier League derrière Frank Lampard. Après un deuxième titre de champion d'Angleterre en trois ans, l'agent de Touré poste sur Twitter que son joueur était devenu malheureux à Manchester à cause du temps que City a pris en 2013 pour lui proposer un nouveau contrat mais aussi car personne au club ne lui avait souhaité un bon anniversaire. Son agent, Dimitri Seluk, a déclaré à la BBC Sport que Touré était "très mécontent" et pourrait quitter Manchester City. Sur Twitter, le joueur ivoirien a d'abord nié les faits avant de poster plus tard "Tout ce que Dimitri a dit est vrai. Il parle pour moi. Je m'expliquerai après la Coupe du monde.". Exclu du groupe par Guardiola en 2016 il revient en étant titulaire contre Crystal Palace et en inscrivant deux buts qui donnent la victoire a Manchester City.

### Retour à l'Olympiakos (2018)
Le 2 septembre 2018, Touré s'engage à l'Olympiakos, club où il a évolué lors de la saison 2005-2006. Le 27 septembre il est titularisé pour son retour, en Coupe de Grèce face à l'APO Levadiakos. Il porte également le brassard de capitaine ce jour-là, et son équipe s'impose par un but à zéro.
Le 11 décembre 2018, il résilie son contrat avec l'Olympiakos.

### Fin de carrière en Chine (2019)
Le 3 juillet 2019, Yaya Touré trouve un nouveau point de chute du côté de l'Asie. Le milieu de terrain s'engage en faveur du Qingdao Huanghai en deuxième division chinoise. Alors que son agent avait annoncé la retraite du joueur, le milieu de terrain revient sur les pelouses, lui qui est sans club depuis décembre 2018.
Alors que son club du Qingdao Huanghai FC est sacré champion de deuxième division, l'Ivoirien s’est fait expulser pour le dernier match de la saison, le 2 novembre face à Nantong Zhiyun. L'ancien milieu de terrain de Manchester City a donné un coup de pied dans les jambes d'un adversaire alors que celui-ci n'avait pas le ballon.

### Carrière internationale (2003-2016)

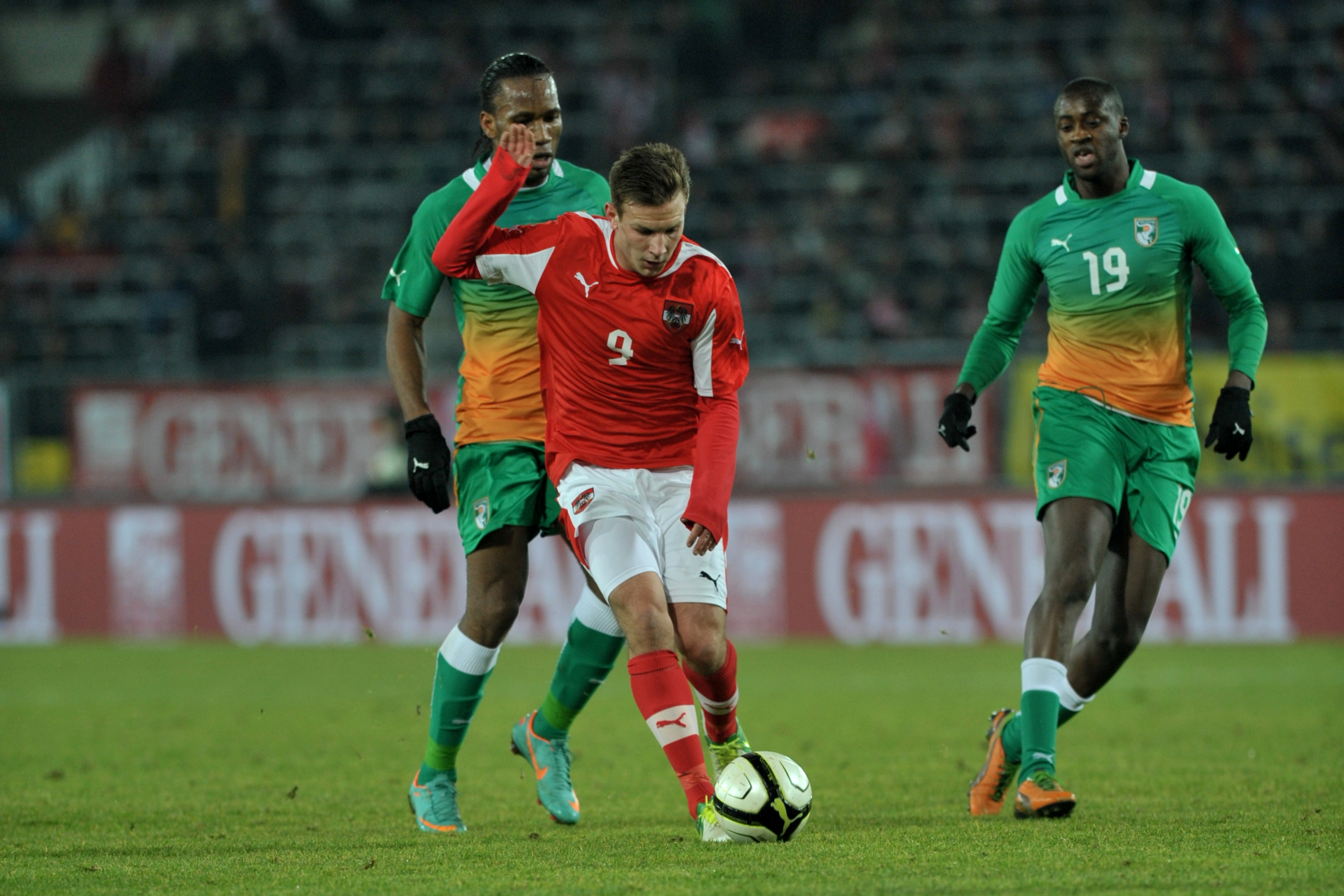
Yaya Touré (à droite) lors d'un match amical face à l'Autriche en 2012.

En 2003, l’Afrique a découvert l’un des meilleurs joueurs de l’histoire du football africain. C’est au Burkina Faso lors de la Coupe d’Afrique des Nations des moins de vingt ans que Yaya Touré va porter les Eléphanteaux  jusqu’en finale contre l’Egypte où il inscrit un but et a été désigné meilleur joueur du tournoi.
Yaya Touré est un membre régulier de l'équipe de Côte d'Ivoire depuis ses débuts, le 20 juin 2004 face à l'Égypte (victoire 2-1).
À la Coupe du monde 2006, il apparaît pour les Éléphants lors des trois premiers matchs de l'équipe dans la compétition. Pour l'édition 2010, il a à nouveau joué tous les matchs de son équipe, marquant le premier but d'une victoire 3-0 face à la Corée du Nord.
Touré a représenté la Côte d'Ivoire à l'occasion de six Coupes d'Afrique des nations, en 2006, 2008, 2010, 2012, 2013 et 2015. L'équipe a terminé la compétition en tant que finaliste en 2006 et 2012, et Touré a été nommé dans l'équipe du tournoi en 2008 et 2012.
Touré a joué sa troisième Coupe du monde en 2014, jouant en tant que capitaine lors du match d'ouverture face au Japon. Il a été élu homme du match par la FIFA à l'issue de ce match.

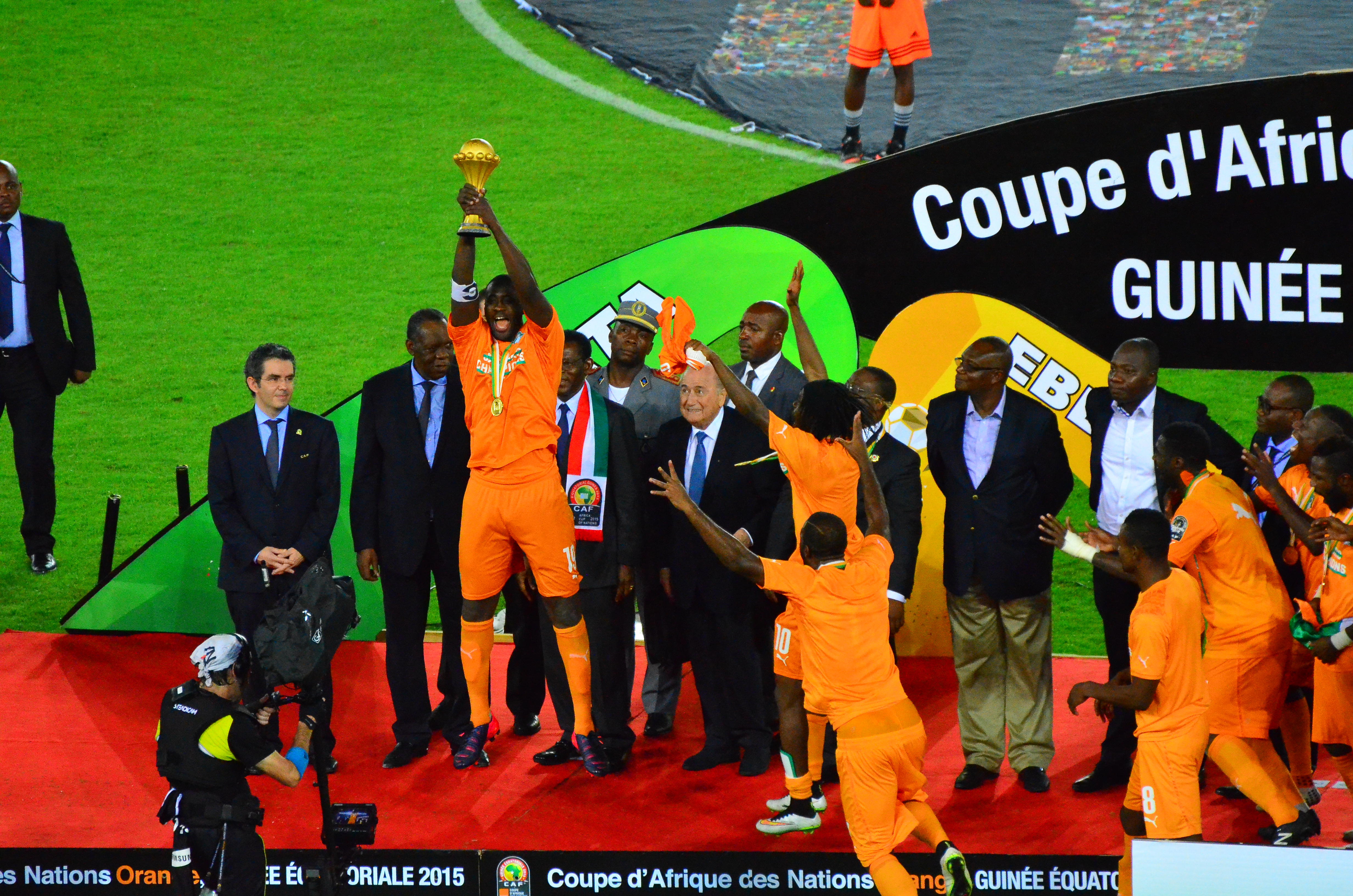
Le capitaine ivoirien Yaya touré brandissant la coupe d’Afrique des nations

Touré est capitaine de la sélection ivoirienne lors de la Coupe d'Afrique des nations 2015, succédant à Didier Drogba après que celui-ci ait pris sa retraite internationale. Positionné plus bas sur le terrain qu'à l'accoutumée, il réalise une bonne compétition, distribuant la passe décisive du 2-1 face à l'Algérie en quart de finale et ouvrant le score d'un tir puissant depuis l'extérieur de la surface lors de la demi-finale face à la République démocratique du Congo. Hervé Renard, le sélectionneur de la Côte d'Ivoire lors de la compétition, a déclaré : "Je ne suis pas d'accord avec ceux qui disent qu'il fait un mauvais tournoi. On voit un Yaya Touré qui se sacrifie pour le collectif, il travaille, oriente le jeu. Il emmène ses coéquipiers". Lors de la finale face au Ghana, qui se termine sur le score de 0 à 0 après 120 minutes de jeu, Touré convertit son tir au but afin d'aider son équipe à s'adjuger le titre de champion d'Afrique pour la première fois depuis 1992, la séance de tirs au but se terminant sur le score de 9 à 8.
Le 16 juin 2013, Touré est l'auteur de son premier doublé en sélection, contre la Tanzanie. Il est également l'auteur d'une passe décisive pour Lacina Traoré ce jour-là et contribue à la victoire de son équipe par quatre buts à deux.
Le 20 septembre 2016, à 33 ans, Yaya Touré prend sa retraite internationale. Il écrit sur son compte Twitter:
« Il y a des décisions qui sont difficiles à prendre, mais je dois passer le témoin aux plus jeunes. Après quatorze ans au plus haut niveau avec les Éléphants, je suis arrivé au terme de mon aventure avec la Côte d'Ivoire. Je remercie tous les supporters, tous les fans»

### Reconversion (2021-)
Après sa dernière expérience de joueur au Qingdao Huanghai, Yaya Touré rejoint le cercle des entraîneurs. Âgé de 37 ans, l'ancien milieu de terrain ivoirien est nommé entraîneur adjoint de l'Olimpik Donetsk, en Ukraine, le 10 février 2021.
Le 14 juin 2021, il s'est engagé en tant que coach adjoint avec le Akhmat Grozny. Après un passage par Tottenham, il devient en juin 2023 adjoint de Carl Hoefkens au Standard de Liège.

## Statistiques

### Statistiques générales
| Saison                | Club                  | Championnat           | Championnat | Championnat | Championnat | Coupe nationale | Coupe nationale | Coupe nationale | Coupe de la Ligue | Coupe de la Ligue | Coupe de la Ligue | Supercoupe | Supercoupe | Supercoupe | Compétition(s) continentale(s) | Compétition(s) continentale(s) | Compétition(s) continentale(s) | Compétition(s) continentale(s) | Autres compétitions | Autres compétitions | Autres compétitions | Autres compétitions | Côte d'Ivoire | Côte d'Ivoire | Côte d'Ivoire | Total | Total | Total |
| Saison                | Club                  | Division              | M.          | B.          | P.d.        | M.              | B.              | P.d.            | M.                | B.                | P.d.              | M.         | B.         | P.d.       | Comp.                          | M.                             | B.                             | P.d.                           | Comp.               | M.                  | B.                  | P.d.                | M.            | B.            | P.d.          | M.    | B.    | P.d.  |
| 2001-2002             | KSK Beveren           | D1                    | 28          | 0           | 0           | -               | -               | -               | -                 | -                 | -                 | -          | -          | -          | -                              | -                              | -                              | -                              | -                   | -                   | -                   | -                   | -             | -             | -             | 28    | 0     | 0     |
| 2002-2003             | KSK Beveren           | D1                    | 30          | 3           | 1           | -               | -               | -               | -                 | -                 | -                 | -          | -          | -          | -                              | -                              | -                              | -                              | -                   | -                   | -                   | -                   | -             | -             | -             | 30    | 3     | 1     |
| 2003-2004             | KSK Beveren           | D1                    | 12          | 0           | 1           | -               | -               | -               | -                 | -                 | -                 | -          | -          | -          | -                              | -                              | -                              | -                              | -                   | -                   | -                   | -                   | -             | -             | -             | 12    | 0     | 1     |
| Sous-total            | Sous-total            | Sous-total            | 70          | 3           | 2           | -               | -               | -               | -                 | -                 | -                 | -          | -          | -          | -                              | -                              | -                              | -                              | -                   | -                   | -                   | -                   | -             | -             | -             | 70    | 3     | 2     |
| 2003-2004             | Metalurg Donetsk      | D1                    | 11          | 1           | 1           | -               | -               | -               | -                 | -                 | -                 | -          | -          | -          | -                              | -                              | -                              | -                              | -                   | -                   | -                   | -                   | 1             | 0             | 0             | 12    | 1     | 1     |
| 2004-2005             | Metalurg Donetsk      | D1                    | 22          | 2           | 0           | 2               | 1               | -               | -                 | -                 | -                 | -          | -          | -          | C3                             | 4                              | 1                              | 0                              | -                   | -                   | -                   | -                   | 1             | 0             | 0             | 29    | 4     | 0     |
| Sous-total            | Sous-total            | Sous-total            | 33          | 3           | 1           | 2               | 1               | -               | -                 | -                 | -                 | -          | -          | -          | -                              | 4                              | 1                              | 0                              | -                   | -                   | -                   | -                   | 2             | 0             | 0             | 41    | 5     | 1     |
| 2005-2006             | Olympiakos            | Elláda                | 20          | 3           | 1           | 2               | 0               | -               | -                 | -                 | -                 | -          | -          | -          | C1                             | 6                              | 0                              | 2                              | -                   | -                   | -                   | -                   | 15            | 1             | 0             | 43    | 4     | 3     |
| 2006-2007             | AS Monaco             | Ligue 1               | 27          | 5           | 6           | 2               | 0               | -               | 1                 | 0                 | -                 | -          | -          | -          | -                              | -                              | -                              | -                              | -                   | -                   | -                   | -                   | 4             | 1             | 2             | 34    | 6     | 8     |
| 2007-2008             | FC Barcelone          | Liga                  | 26          | 1           | 0           | 3               | 0               | 0               | -                 | -                 | -                 | -          | -          | -          | C1                             | 9                              | 1                              | 0                              | -                   | -                   | -                   | -                   | 11            | 1             | 3             | 49    | 3     | 3     |
| 2008-2009             | FC Barcelone          | Liga                  | 25          | 2           | 1           | 6               | 1               | 0               | -                 | -                 | -                 | -          | -          | -          | C1                             | 12                             | 0                              | 0                              | -                   | -                   | -                   | -                   | 7             | 1             | 0             | 50    | 4     | 1     |
| 2009-2010             | FC Barcelone          | Liga                  | 23          | 1           | 2           | 1               | 0               | 0               | -                 | -                 | -                 | 2          | 0          | 0          | C1                             | 8                              | 0                              | 2                              | SU+CMC              | 1+2                 | 0                   | 0+1                 | 15            | 2             | 3             | 52    | 3     | 8     |
| Sous-total            | Sous-total            | Sous-total            | 74          | 4           | 3           | 10              | 1               | 0               | -                 | -                 | -                 | 2          | 0          | 0          | -                              | 29                             | 1                              | 2                              | -                   | 3                   | 0                   | 1                   | 33            | 4             | 6             | 151   | 10    | 12    |
| 2010-2011             | Manchester City       | PL                    | 35          | 6           | 4           | 7               | 3               | 1               | -                 | -                 | -                 | -          | -          | -          | C3                             | 8                              | 1                              | 0                              | -                   | -                   | -                   | -                   | 4             | 1             | 0             | 54    | 11    | 5     |
| 2011-2012             | Manchester City       | PL                    | 32          | 6           | 6           | -               | -               | -               | -                 | -                 | -                 | 1          | 0          | 0          | C1+C3                          | 6+3                            | 3+0                            | 0+3                            | -                   | -                   | -                   | -                   | 10            | 3             | 3             | 52    | 12    | 12    |
| 2012-2013             | Manchester City       | PL                    | 32          | 6           | 5           | 4               | 1               | 0               | -                 | -                 | -                 | 1          | 1          | 0          | C1                             | 5                              | 1                              | 1                              | -                   | -                   | -                   | -                   | 11            | 6             | 3             | 53    | 15    | 9     |
| 2013-2014             | Manchester City       | PL                    | 35          | 20          | 10          | 4               | 0               | 1               | 3                 | 3                 | 2                 | -          | -          | -          | C1                             | 7                              | 1                              | 0                              | -                   | -                   | -                   | -                   | 7             | 0             | 1             | 56    | 24    | 14    |
| 2014-2015             | Manchester City       | PL                    | 29          | 10          | 1           | 1               | 0               | 0               | 2                 | 1                 | 0                 | 1          | 0          | 0          | C1                             | 5                              | 1                              | 0                              | -                   | -                   | -                   | -                   | 16            | 3             | 1             | 54    | 15    | 2     |
| 2015-2016             | Manchester City       | PL                    | 32          | 6           | 5           | -               | -               | -               | 5                 | 1                 | 0                 | -          | -          | -          | C1                             | 10                             | 1                              | 2                              | -                   | -                   | -                   | -                   | -             | -             | -             | 47    | 8     | 7     |
| 2016-2017             | Manchester City       | PL                    | 25          | 5           | 0           | 4               | 2               | 2               | -                 | -                 | -                 | -          | -          | -          | C1                             | 2                              | 0                              | 1                              | -                   | -                   | -                   | -                   | -             | -             | -             | 31    | 7     | 3     |
| 2017-2018             | Manchester City       | PL                    | 10          | 0           | 2           | -               | -               | -               | 4                 | 0                 | 0                 | -          | -          | -          | C1                             | 3                              | 0                              | 0                              | -                   | -                   | -                   | -                   | -             | -             | -             | 17    | 0     | 2     |
| Sous-total            | Sous-total            | Sous-total            | 230         | 59          | 32          | 20              | 6               | 4               | 14                | 5                 | 2                 | 3          | 1          | 0          | -                              | 49                             | 8                              | 7                              | -                   | -                   | -                   | -                   | 48            | 13            | 8             | 364   | 92    | 53    |
| 2018-2019             | Olympiakos            | Elláda                | 2           | 0           | 0           | 1               | 0               | 0               | -                 | -                 | -                 | -          | -          | -          | C3                             | 2                              | 0                              | 0                              | -                   | -                   | -                   | -                   | -             | -             | -             | 5     | 0     | 0     |
| 2019                  | Qingdao Huanghai FC   | Ligue Jia             | 14          | 2           | 3           | -               | -               | -               | -                 | -                 | -                 | -          | -          | -          | -                              | -                              | -                              | -                              | -                   | -                   | -                   | -                   | -             | -             | -             | 14    | 2     | 3     |
| Total sur la carrière | Total sur la carrière | Total sur la carrière | 470         | 79          | 48          | 37              | 8               | 4               | 15                | 5                 | 2                 | 5          | 1          | 0          | -                              | 90                             | 10                             | 11                             | -                   | 3                   | 0                   | 1                   | 102           | 19            | 16            | 722   | 122   | 82    |

### Buts en sélection

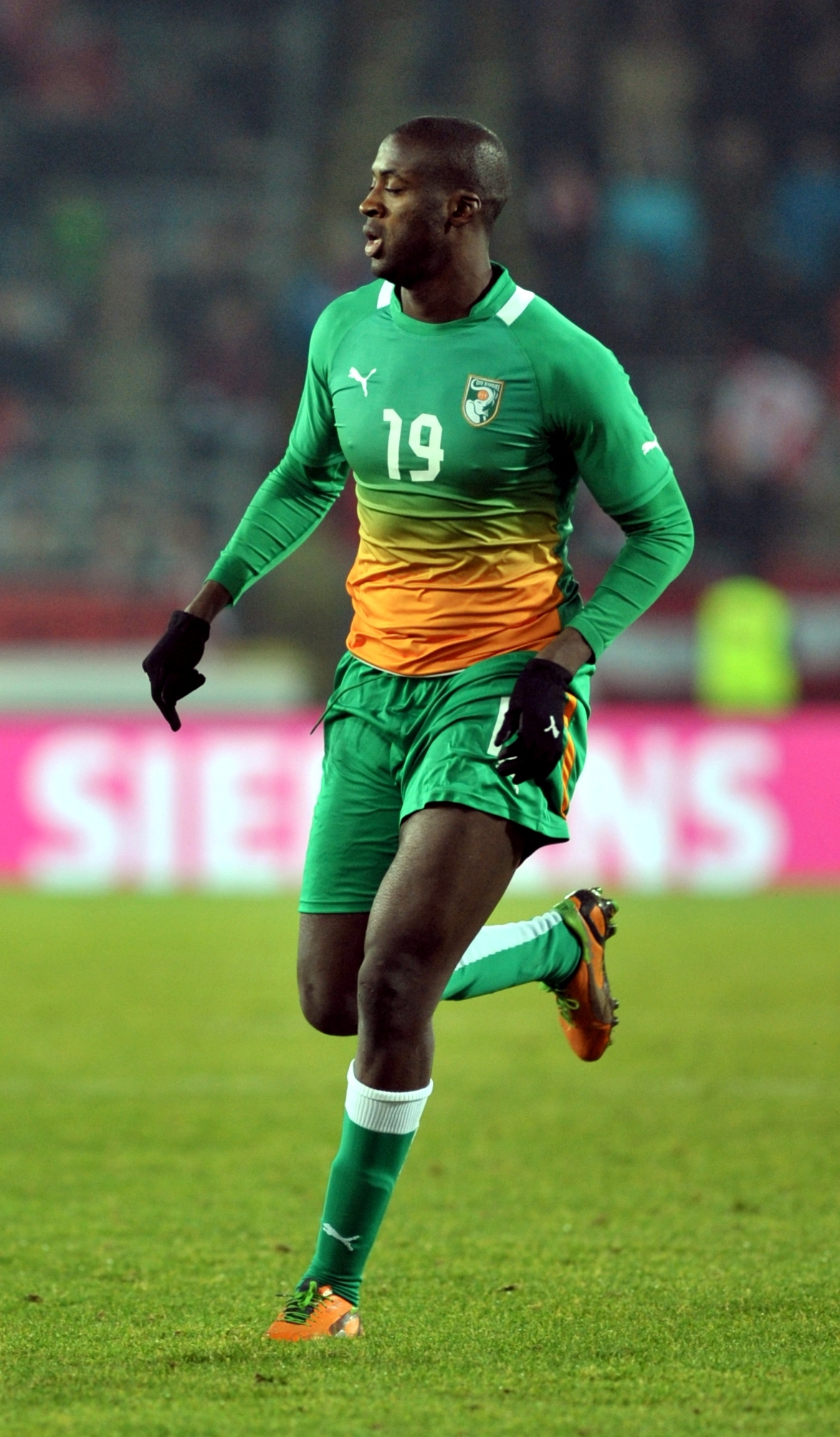
Yaya Touré avec la Côte d'Ivoire.

Le score en gras est celui de la Côte d'Ivoire.
| But | Date              | Stade, ville, pays                                      | Adversaire         | Résultat | Match, compétition                                   |
| 1er | 24 janvier 2006   | Stade international du Caire, Caire, Égypte             | Libye              | V 2-1    | Coupe d'Afrique des nations 2006                     |
| 2e  | 3 juin 2007       | Stade de Bouaké, Bouaké, Côte d'Ivoire                  | Madagascar         | V 5-0    | Éliminatoires de la Coupe d'Afrique des nations 2008 |
| 3e  | 25 janvier 2008   | Essipong Sports Stadium, Sekondi-Takoradi, Ghana        | Bénin              | V 4-1    | Éliminatoires de la Coupe d'Afrique des nations 2008 |
| 4e  | 20 juin 2009      | Stade du 4-Août, Ouagadougou, Burkina Faso              | Burkina Faso       | V 3-2    | Éliminatoires de la Coupe du monde 2010              |
| 5e  | 5 septembre 2009  | Stade Félix-Houphouët-Boigny, Abidjan, Côte d'Ivoire    | Burkina Faso       | V 5-0    | Éliminatoires de la Coupe du monde 2010              |
| 6e  | 25 juin 2010      | Stade Mbombela, Nelspruit, Afrique du Sud               | Corée du Nord      | V 3-0    | Coupe du monde 2010                                  |
| 7e  | 4 septembre 2010  | Stade Félix-Houphouët-Boigny, Abidjan, Côte d'Ivoire    | Rwanda             | V 3-0    | Éliminatoires de la Coupe d'Afrique des nations 2012 |
| 8e  | 10 août 2011      | Stade de Genève, Genève, Suisse                         | Israël             | V 4-3    | Match amical                                         |
| 9e  | 9 octobre 2011    | Stade Félix-Houphouët-Boigny, Abidjan, Côte d'Ivoire    | Burundi            | V 2-1    | Éliminatoires de la Coupe d'Afrique des nations 2012 |
| 10e | 4 février 2012    | Nuevo Estadio de Malabo, Malabo, Guinée équatoriale     | Guinée équatoriale | V 2-1    | Coupe d'Afrique des nations 2012                     |
| 11e | 22 janvier 2013   | Stade Royal Bafokeng, Rustenburg, Afrique du Sud        | Togo               | V 2-1    | Coupe d'Afrique des nations 2013                     |
| 12e | 26 janvier 2013   | Stade Royal Bafokeng, Rustenburg, Afrique du Sud        | Tunisie            | V 3-0    | Coupe d'Afrique des nations 2013                     |
| 13e | 23 mars 2013      | Stade Félix-Houphouët-Boigny, Abidjan, Côte d'Ivoire    | Gambie             | V 3-0    | Éliminatoires de la Coupe du monde 2014              |
| 14e | 8 juin 2013       | Independance Stadium, Bakau, Gambie                     | Gambie             | V 5-0    | Éliminatoires de la Coupe du monde 2014              |
| 15e | 16 juin 2013      | Benjamin Mkapa National Stadium, Dar es Salam, Tanzanie | Tanzanie           | V 4-2    | Éliminatoires de la Coupe du monde 2014              |
| 16e | 16 juin 2013      | Benjamin Mkapa National Stadium, Dar es Salam, Tanzanie | Tanzanie           | V 4-2    | Éliminatoires de la Coupe du monde 2014              |
| 17e | 10 septembre 2014 | Stade Ahmadou Ahidjo, Yaoundé, Cameroun                 | Cameroun           | D 1-4    | Éliminatoires de la Coupe d'Afrique des nations 2015 |
| 18e | 15 octobre 2014   | Stade Félix-Houphouët-Boigny, Abidjan, Côte d'Ivoire    | RD Congo           | D 3-4    | Éliminatoires de la Coupe d'Afrique des nations 2015 |
| 19e | 4 février 2015    | Stade Nkoantoma, Bata, Guinée équatoriale               | RD Congo           | V 3-1    | Coupe d'Afrique des nations 2015                     |

## Palmarès

### En club
Touré gagne les premiers titres de sa carrière sous les couleurs de l'Olympiakos le Pirée, en remportant la coupe de Grèce ainsi que le championnat de Grèce lors de la saison 2005-2006.
Lors de son passage au FC Barcelone, il étoffe largement son palmarès en remportant un sextuplé sur l'ensemble de l'année 2009. Le sextuplé comprend la Ligue des champions, le championnat d'Espagne, la coupe d'Espagne, la coupe du monde des clubs ainsi que la Supercoupe d'Espagne et la Supercoupe de l'UEFA. Le FC Barcelone remporte également le championnat lors de la saison 2009-2010.
Transféré en Angleterre en juin 2010, Touré remporte son premier titre avec Manchester City dès sa première saison en mettant la main sur la FA Cup 2011, il marque d'ailleurs l'unique but en demi-finale et l'unique but en finale contre Stoke City. En 2012, il aide le club mancunien à remporter son premier titre de champion d'Angleterre en 44 ans. Pour la saison 2012-2013, Manchester City s'impose face à Chelsea lors du Community Shield 2012 et perd la finale de la FA Cup 2013 aux dépens de Wigan Athletic. En 2014, Touré remporte un deuxième titre de champion d'Angleterre en trois ans. Il gagne également la Capital One Cup à deux reprises en 2014 contre Sunderland puis en 2016 contre Liverpool. Il remporte à nouveau le championnat en 2018. En 2019, avec son club du Qingdao Huanghai FC, il a été sacré Champion de Chine de Division 2.

### En équipe nationale
Après avoir été finaliste de la Coupe d'Afrique des nations à deux occasions avec la Côte d'Ivoire, en 2006 et en 2012,, Touré remporte son premier titre international en 2015, après avoir battu le Ghana en finale de la Coupe d'Afrique des nations 2015.

### Distinctions personnelles
Il est élu meilleur joueur ivoirien de l'année en 2008 et en 2009. Il est élu à quatre reprises Joueur africain de l'année  2011, 2012, 2013 et 2014 et footballeur africain de l'année, décerné par la BBC en 2013 et 2015. Il est nommé dans l'équipe type de Premier League : 2012 et 2014.
Il est également nommé dans la liste des 23 meilleurs joueurs pour le Ballon d'or en 2009, 2012, 2014 et 2015.

### Récompenses extra-sportives
Touré est nommé pour le prix de personnalité africaine de l'année, lors des MTV Africa Music Awards 2014. En juillet 2014, Touré est nommé au Prix de Divertissement au Future Africa Awards.

## Style de jeu
Auparavant défenseur central, Yaya Touré joue principalement en tant que milieu de terrain « box to box », permutant continuellement entre une position offensive et une position défensive en match. Touré est un milieu de terrain complet et polyvalent capable de jouer à plusieurs positions dans le milieu de terrain de son équipe. Il est considéré comme un des meilleurs milieux de terrain de Premier League et du monde. Ses atouts majeurs sont sa vision de jeu et son physique. Il possède une bonne technique balle au pied mais est aussi très habile défensivement grâce à sa capacité à reprendre le ballon à l'opposant avec ses tacles puissants,. Il est connu pour sa vitesse, son endurance et sa présence physique, qu'il combine souvent afin d'effectuer de longues courses depuis le rond central jusqu'au but adverse, ce qui lui a valu les surnoms de « train humain » ou de « colosse » à diverses reprises,. Touré a tendance à monter offensivement en fin de match de manière à débloquer la situation, comme lors de l'avant-dernier match de la saison 2011-2012 contre Newcastle United durant lequel Touré a marqué deux buts tardifs afin de placer Manchester City en première position au classement. Il est aussi capable de marquer des buts grâce à sa puissance de frappe, son jeu de tête, mais aussi son habilité à tirer les penalties et les coups francs.

## Vie privée
Yaya Touré est un musulman pratiquant. Après un match de championnat face à Newcastle United, il refuse le verre de champagne traditionnel offert à l'homme du match en accord avec ses convictions religieuses,. Après cela, la Premier League introduit un verre d'eau de rose et une boisson à la grenade comme alternative pour les joueurs musulmans. Il est arrêté en Angleterre le 28 novembre 2016 pour conduite en état d'ivresse avec une alcoolémie au-dessus de la limite, mais Yaya Touré déclare ne pas avoir bu intentionnellement. Il est condamné à 18 mois de retrait du permis de conduite et 64 000 euros d’amende, décision à laquelle il ne fait pas appel.
Yaya Touré est le frère cadet de Kolo Touré et le grand frère d'Ibrahim Touré, décédé le 19 juin 2014 après un court combat contre un cancer,. Il a également quatre autres frères et deux sœurs.
En octobre 2013, Touré rejoint une campagne luttant contre le braconnage d'éléphants, devenant un ambassadeur de bonne volonté pour le programme environnemental des Nations-Unies.